# Lowieke de Vos
Lowieke de Vos is een personage in de televisieserie De Fabeltjeskrant.
Lowieke is een van de allereerste personages die voorkwamen in de kinderserie (in de eerste aflevering kwamen Jacob de Uil, Meneer de Raaf en Lowieke de Vos voor).
Hij is een levensgenieter van het Bourgondische type. Hij voorziet zichzelf voortdurend van lekkere hapjes. Enkele bekende uitspraken van hem zijn: "Mmm, lekkere hapjes. Dat wordt weer smikkelen en smullen met een portie beukennoten en een glaasje grenadine" en "Hatsekidee!" Hij is veelal in het Praathuis te vinden in het gezelschap van medecafémeubelstuk Meneer de Raaf.
Zijn stem werd ingesproken door Ger Smit.

## Naamgenoten
- De vos uit de Studio 100-musical De 3 biggetjes heette ook Lowieke.